# Michael Gaisert
Michael Gaisert (* 21. August 1864 in Winterbach; † 25. Oktober 1933 in Steinhilben) war ein deutscher römisch-katholischer Geistlicher und Märtyrer.

## Leben
Michael Gaisert wuchs als Sohn eines Landwirts im Schwarzwald auf. Er besuchte die Lendersche Lehranstalt in Sasbach und das Ludwig-Wilhelm-Gymnasium in Rastatt und machte 1888 Abitur. Nach dem Theologiestudium in Freiburg im Breisgau wurde er am 6. Juli 1892 zum Priester geweiht. Die Stationen seines Wirkens waren: Schönau im Schwarzwald, Nenzingen (1894), Markelfingen (1895), Dingelsdorf (1901), Pfarrer in Gündelwangen (1902), Gammertingen (1908), Pfarrer in Steinhilben (1919).
In Bonndorf-Gündelwangen erfuhr seine Karriere einen Bruch. Weil er 1905 in einer Predigt gesagt hatte, ein Katholik könne und dürfe nichts anderes wählen als die Zentrumspartei, wurde er zu einer hohen Geldstrafe verurteilt und darüber hinaus wegen Beeinflussung der Zeugen zu einem Jahr Zuchthaus. Durch Einsatz des Erzbischofs Thomas Nörber wurde er zu einer verkürzten Gefängnisstrafe begnadigt, die er auch absitzen musste.
Da er in Baden keine geistlichen Funktionen mehr übernehmen durfte, setzte er seine Laufbahn auf der Schwäbischen Alb im hohenzollerischen Gammertingen und ab 1919 als Pfarrer im benachbarten Steinhilben (heute Ortsteil von Trochtelfingen) fort. Dort kam er ab 1933 in Konflikt mit den Nationalsozialisten. Aufgrund seiner Kanzeläußerungen drohte man ihm in der Presse mit dem Konzentrationslager. Der Regierungspräsident beschwerte sich beim Ordinariat, das Gaisert befahl, um seine Versetzung in den Ruhestand zu bitten. Der Regierungspräsident wies ihn am 23. Oktober 1933 persönlich zurecht und drohte mit Öffentlichmachung seiner früheren Gefängnisstrafe. Zwei Tage darauf starb er im Alter von 69 Jahren.

## Gedenken
Die deutsche Römisch-katholische Kirche hat Michael Gaisert als Märtyrer aus der Zeit des Nationalsozialismus in das deutsche Martyrologium des 20. Jahrhunderts aufgenommen. Sein Name steht auf der Gedenktafel in der Wallfahrtskapelle Maria Lindenberg (St. Peter).